# Michał Rzeźnicki
Michał Rzeźnicki, né le 20 avril 1995 à Żyrardów, est un coureur cycliste polonais. Spécialiste de la piste, il est notamment devenu champion d'Europe du scratch espoirs en 2016.

## Palmarès sur piste

### Championnats d'Europe
- Montichiari 2016
  -  Champion d'Europe du scratch espoirs

### Championnats nationaux
- 2015
  - 2e du championnat de Pologne du kilomètre espoirs
  - 2e du championnat de Pologne de course aux points espoirs
  - 3e du championnat de Pologne de l'omnium espoirs
  - 3e du championnat de Pologne de course aux points
- 2016
  -  Champion de Pologne du scratch
  -  Champion de Pologne de l'américaine (avec Adrian Tekliński)
  - 2e du championnat de Pologne de l'omnium
  - 2e du championnat de Pologne de course aux points